# 2127 Tanya
2127 Tanya este un asteroid din centura principală, descoperit pe 29 mai 1971 de Liudmila Cernîh.